# Hochstift Straßburg
Das Hochstift Straßburg war der weltliche Herrschaftsbereich des Bischofs von Straßburg. Er entwickelte sich aufbauend auf älteren Entwicklungen als Territorium insbesondere im 13. Jahrhundert. Die Stadt Straßburg wurde indes reichsunmittelbar. In der frühen Neuzeit gehörte das Hochstift zum oberrheinischen Reichskreis. Seit dem 17. Jahrhundert geriet das Hochstift immer stärker unter französischen Einfluss. Im Zuge der französischen Revolution wurden die linksrheinischen Teile französisch besetzt. Die rechtsrheinischen Teile kamen 1803 an das Kurfürstentum Baden.

## Frühe Geschichte
Das Bistum Straßburg geht wohl bis in die römische Zeit zurück und wurde nach der Zeit der Völkerwanderung neu begründet. Es gehörte seit der fränkischen Zeit bis 1801 zur Kirchenprovinz Mainz.
Eine Voraussetzung für die spätere Territorialbildung waren seit der Merowingerzeit Besitzungen in der unmittelbaren Umgebung von Straßburg. Besonders Dagobert I. tat sich mit Schenkungen an die Straßburger Kirche hervor. Hauptaufgabe des Bistums war die Missionierung etwa in Teilen des Schwarzwaldes. Die frühen Besitzungen lagen  im Breuschtal, bei Rufach sowie in der Ettenheimer Mark.
Nach dem Zerfall des Frankenreiches orientierten sich die Bischöfe wie Ratold von Straßburg zum ostfränkischen Reich hin. In ottonischer Zeit kamen verschiedene Klöster mit dem zugehörigen Besitz links des Rheins und Honau hinzu. Außerdem erhielten die Bischöfe die Grafengewalt, im Jahr 974 das Münzrecht und 982 die Gerichtsbarkeit in der Stadt Straßburg. Damit verfügten sie über die Regalien. Von wenigen Ausnahmen, wie etwa Bischof Richwin, der von Karl dem Einfältigen eingesetzt worden war, waren die Bischöfe reichstreu. Dies gilt auch für die Zeit des Investiturstreites. Bedeutende Bischöfe waren Erchenbald, Wilderod oder Werner. Letzterer ließ das romanische Münster erbauen und spielte 1024 eine Rolle bei der Thronbesteigung von Konrad II. Der 1082 zum Bischof erhobene Staufer Otto erhielt wie auch seine Nachfolger vom Kaiser ihre Investitur. Damit standen sie im Gegensatz zum Domkapitel, das den gregorianischen Päpsten anhing. Schließlich gelang es dem Kapitel, das Recht der Bischofswahl zu erlangen. In der Folge stand das Bistum auf päpstlicher Seite und gegen die Staufer. Im Jahr 1199 wurde die Stadt Straßburg daher von Philipp von Schwaben erobert.

## Territoriumsbildung

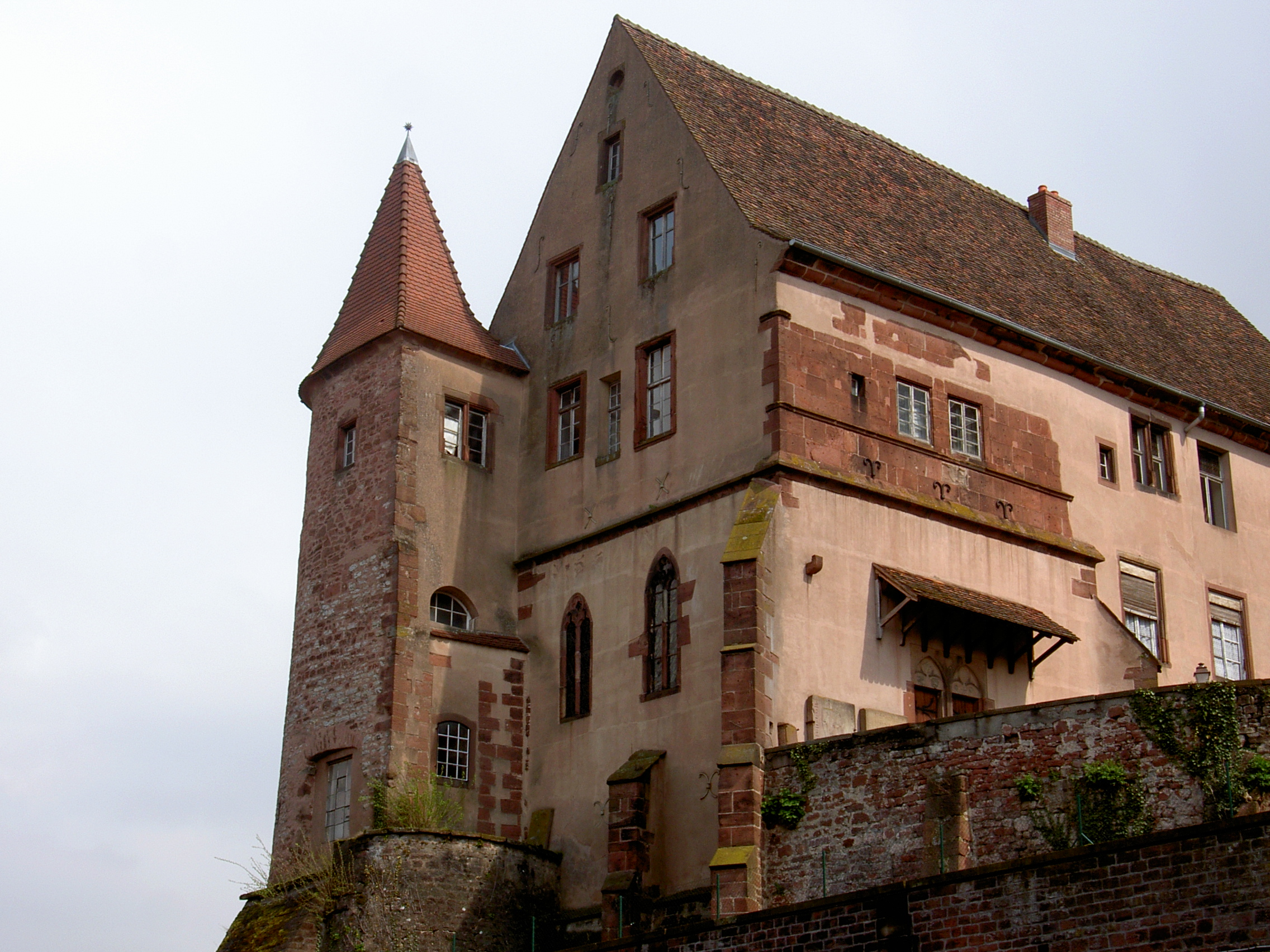
Altes Schloss Zabern

Der Besitz im Breisgau vergrößerte sich um 1200 noch einmal durch eine Kreuzzugstiftung des Grafen Bertold von Nimburg. Allerdings gelang dort später keine Territorialbildung. Während der Stauferzeit entstanden mehrere Reichsstädte auf bislang bischöflichen Besitz. Im Wesentlichen zwischen 1223 und 1260 gelang es den Bischöfen Berthold I. von Teck und Heinrich III. von Stahleck ein größeres weltliches Territorium aufzubauen. Letzter stand auf Seiten der Gegner der Staufer und konnte einige der Königsstädte auch in der Ortenau erobern.
Dieses zersplitterte Gebiet lag etwa zwischen Landau in der Pfalz und dem Bielersee. Dabei entwickelte sich Ettenheim zum Mittelpunkt der oberen Herrschaft rechts des Rheins. Als Heinrich von Stahleck 1256 die Rechte der Stadt Straßburg einschränken wollte, kam es zu Konflikten zwischen Stadt und Bischof, die unter Heinrichs Nachfolger Walter von Geroldseck eskalierten („Bellum Walterianum“). Die Kontrolle über die Stadt Straßburg ging nach dem Sieg der Bürger über den Bischof in der Schlacht von Hausbergen 1262 dauerhaft verloren. Heinrich IV. von Geroldseck erkannte die Situation schließlich an. Rudolf von Habsburg eroberte als Verbündeter der Straßburger einige bedeutende früher meist kaiserliche Städte. Straßburg wurde 1352 reichsunmittelbar. Friedrich I. von Lichtenberg erwarb 1303 die im Rechtsrheinischen gelegene Herrschaft Oberkirch. Um 1351 wurde auch die Reichspfandschaft über die Ortenau übernommen. Seit 1359 führten die Bischöfe den Titel eines Landgrafen des Elsass. In der Mitte des 14. Jahrhunderts umfasste das Gebiet etwa 1400 Quadratkilometer. Dazu gehörten etwa 300 Ortschaften; bedeutende bischöfliche Burgen waren Bernstein, Girbaden und Hohbarr. Die Bischöfe residierten seit 1444 meist in Zabern.

## Spätmittelalter und frühe Neuzeit
Zwischen 1360 und 1480 war die finanzielle Lage des Stifts auch wegen der zahlreichen Fehden der Bischöfe problematisch. Um 1400 war fast der gesamte Besitz verpfändet. Die Hälfte der Landvogtei Ortenau wurde von der Kurpfalz ausgelöst. Der Rest dieses Gebietes ging 1551 verloren. Seit dem Ende des 15. Jahrhunderts gelang es einigen Bischöfen die materielle Situation zu verbessern. Die Residenz, die Grablege der Bischöfe in Zabern und die Burg Hohbarr wurden ausgebaut. Die Bischöfe, auch wenn sie persönlich fromm waren, führten ein fürstliches Leben. Viele waren leidenschaftliche Jäger, aber sie traten auch als Förderer der Kunst und Kultur hervor.
Die Reformation fand zur Zeit von Wilhelm von Hohnstein rasch Eingang in der Region. Insbesondere die Reichsstadt Straßburg wurde zu einem Zentrum der Reformation. Der Bauernkrieg von 1525 wurde auch im Hochstift blutig niedergeschlagen („Bauernschlachten bei Lupstein“). Erst Bischof Johann IV. von Manderscheid-Blankenheim ging gegen den Protestantismus auch im Domkapitel vor. Dies führte zum sogenannten Diebeskrieg. Nach seinem Tod beanspruchten ein katholischer und ein protestantischer Kandidat die Herrschaft für sich. Daraus entstand der Straßburger Kapitelstreit. Der Streit endete erst 1604 nach Verzicht des protestantischen Kandidaten. Die Kriegskosten zwangen das Stift das Renchtal an das lutherische Württemberg zu verpfänden.
Der Besitz wurde in der frühen Neuzeit im Zusammenhang mit dem Kapitelstreit zwischen dem Domkapitel und dem Bischof aufgeteilt. Dem Domkapitel standen die Einkünfte aus dem Gebiet um die Frankenburg mit den dazugehörigen neun Dörfern zu. Hinzu kamen die Ämter Börsch und Erstein. Der Bischof besaß die Ämter Benfeld, Dachstein, Kochersberg, Markolsheim, Schirmeck, Wengenau und Zabern im Unterelsass, die Lehen Freundstein und Herrlisheim im Oberelsass und die im Rechtsrheinischen gelegenen Ämter Ettenheim und Oberkirch, sowie die Herrschaft in der Oppenau.
Die Bischöfe Leopold und Leopold Wilhelm aus dem Hause Habsburg versuchten vergeblich das Straßburger Münster für die Katholiken zurückzubekommen. Die protestantische Stadt Straßburg ließ daraufhin die noch verbliebenen katholischen Kirchen abreißen. Zeitweise wurden die Bischöfe während des Dreißigjährigen Krieges vertrieben.

## Wachsender französischer Einfluss

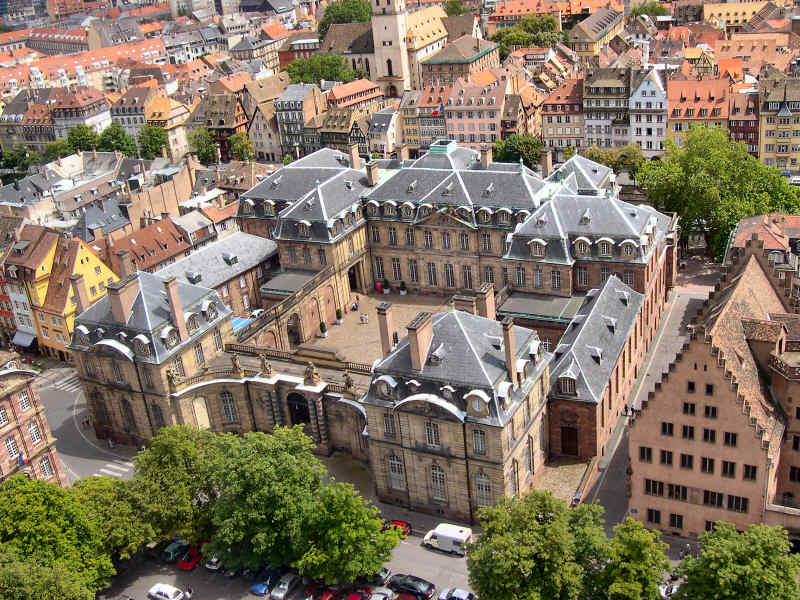
Palais Rohan in Straßburg an Stelle der mittelalterlichen Bischofsresidenz

Schließlich mussten die Bischöfe nach dem Ende des Dreißigjährigen Krieges die Lehnshoheit der französischen Krone über die linksrheinischen Gebiete anerkennen. Insbesondere zur Zeit der Fürstbischöfe Franz Egon und Wilhelm von Fürstenberg und ihren Nachfolgern aus dem Haus Rohan nahm der französische Einfluss weiter zu. Im Zuge der Reunionspolitik Ludwig XIV. musste 1680 die Souveränität Frankreichs für den linksrheinischen Teil des Stifts anerkannt werden. Allerdings erhielten die Bischöfe nach der Eroberung Straßburgs das Münster und die Residenz in der Stadt zurück. Im Rechtsrheinischen kam 1634 die Vogtei über das Kloster Ettenheimmünster an das Hochstift. Das Kloster erkannte die Herrschaft allerdings erst 1740 an. Im Jahr 1757 kam das Kloster Allerheiligen im Schwarzwald hinzu.
Im Jahr 1789 wurden die linksrheinischen Gebiete von Frankreich besetzt. Die Bischöfe residierten seitdem in Ettenheim. Im Jahr 1803 wurde das verbliebene Gebiet als Fürstentum Ettenheim Baden zugeschlagen.

## Reichsrechtliche Stellung
Das Hochstift Straßburg hatte Sitz und Stimme im Reichsfürstenrat. Es hatte dort eine Virilstimme und nahm einen Sitz auf der geistlichen Fürstenbank ein. Als katholischer Reichsstand gehörte das Hochstift auch dem Corpus Catholicorum an.
Im Kreistag des oberrheinischen Reichskreises hatte das Hochstift ebenfalls eine Virilstimme auf der geistlichen Fürstenbank.
Das Hochstift war allerdings von 1674 bis 1724 vom Reichstag ausgeschlossen, da das Königreich Frankreich die Hoheit über die linksrheinischen Gebiete übernommen hatte. Ab 1724 konnten die Fürstbischöfe aus dem französischen Haus Rohan für ihre rechtsrheinischen Besitzungen wieder ihr Stimmrecht im Reichstag wahrnehmen.

## Die Fürstbischöfe
- Liste der Bischöfe von Straßburg